# Üman Csoszon
Üman Csoszon (Wiman Joseon) Kodzsoszon (Gojoseon) történetének utolsó szakasza i.e. 194–108 között, mely során Üman (Wiman) magához ragadta a hatalmat Csun (Jun) királytól. A történetet leginkább Sze-ma Csien (Si-ma Qian) A történetíró feljegyzései című művéből, valamint a Han su (Han Shu) című történeti gyűjteményből ismerjük.

## Története
I. e. 195-ben egy Üman (Wiman) nevű férfi, aki feltehetően a kínai Jen (Yan) államból menekült Kodzsoszon (Gojoseon)ba, katonai vezetői rangra emelkedett, majd végül i. e. 194-ben menekülésre kényszerítette Csun (Jun) királyt és maga lett az állam uralkodója, amit innentől Üman Csoszon (Wiman Joseon)nak neveznek. Koreai történészek vitatják, hogy Üman (Wiman) kínai származású lett volna.
Üman (Wiman) alatt Kodzsoszon (Gojoseon) területeket szerzett, népessége akár a 2,7 millió főt is elérhette. Fővárosát Vanggomszong (Wanggeom-seong)ba (왕검성, 王險城) helyezte át, mely valószínűleg Liaotung (Liaodong)ban volt. Az ország területét jelentősen megnövelte, feltételezések szerint Északnyugat-Korea és délnyugat Mandzsúria is az uralma alá tartozott.
Agresszív terjeszkedése kapcsán Kodzsoszon (Gojoseon) veszélyt jelentett a Han-dinasztiára, és végül egy évnyi küzdelem után i. e. 108-ban I. Vu Ti uralma alá hajtotta az államot, mintegy 13 000 fős seregével. Ezt követően a területet felszabdalta katonai körzetekre, melyeket csak Kogurjónak (Goguryeónak) sikerült később visszacsatolni.

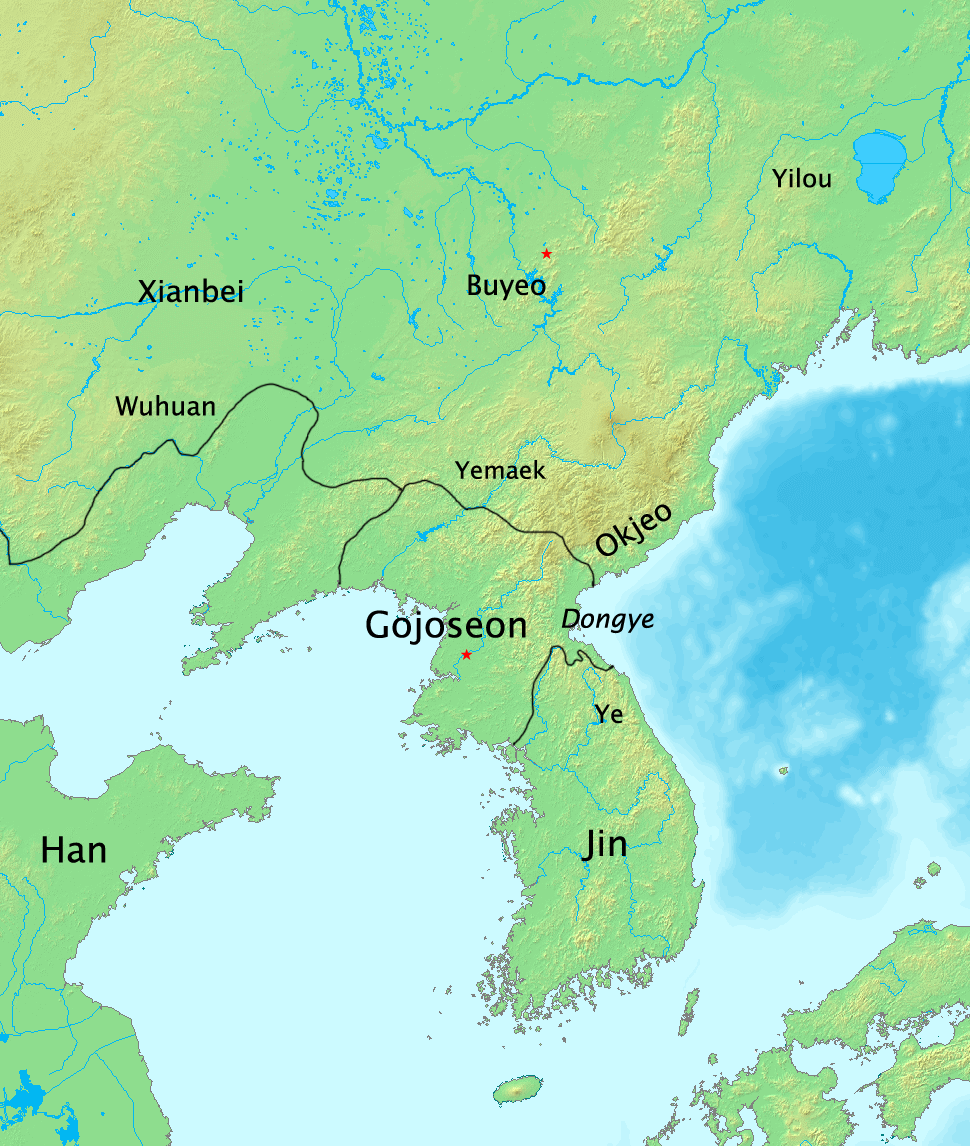
Üman Csoszon (Wiman Joseon) i.e. 108-ban
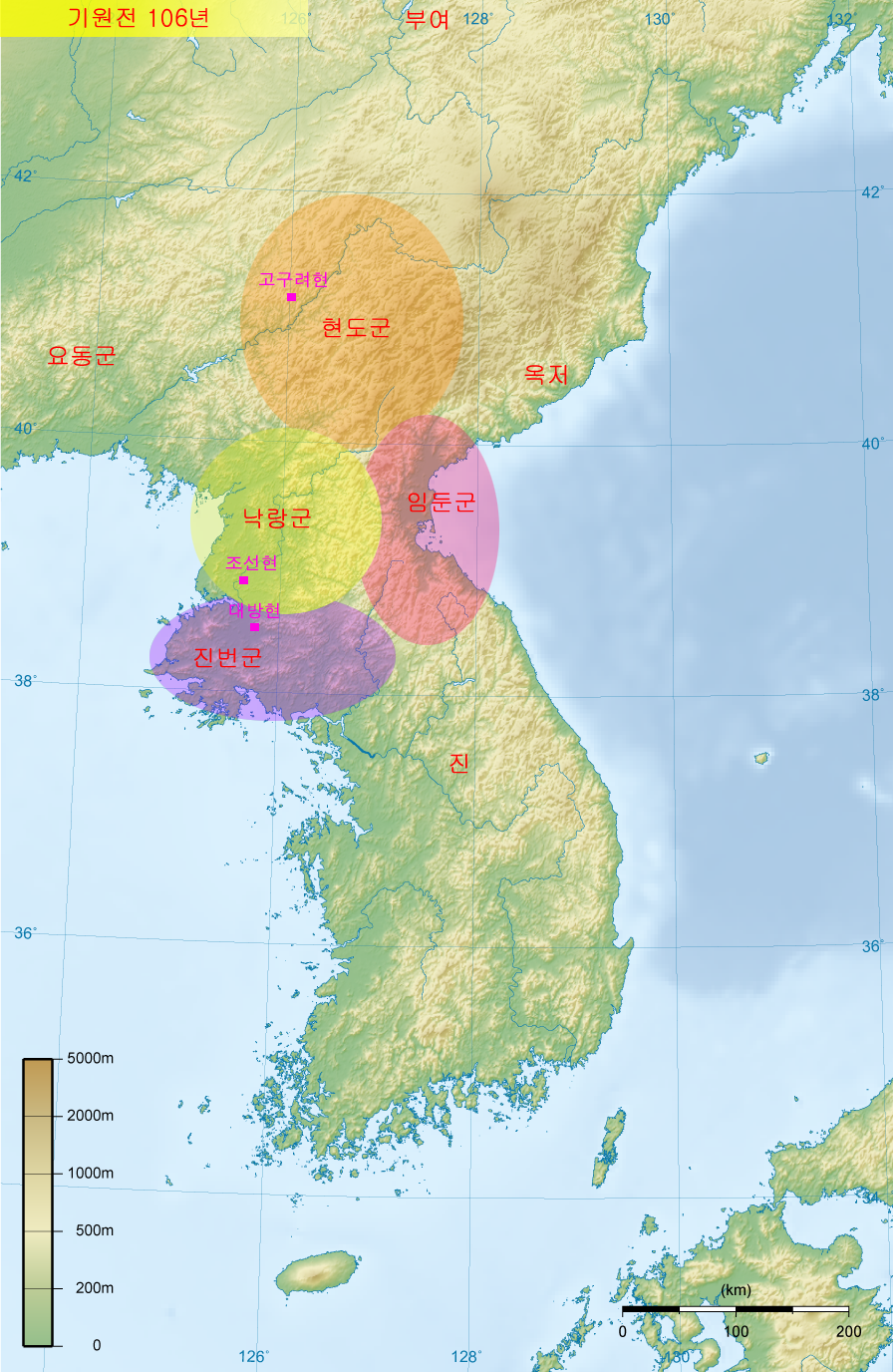
A négy katonai körzet kialakítása a királyság szétverését követően
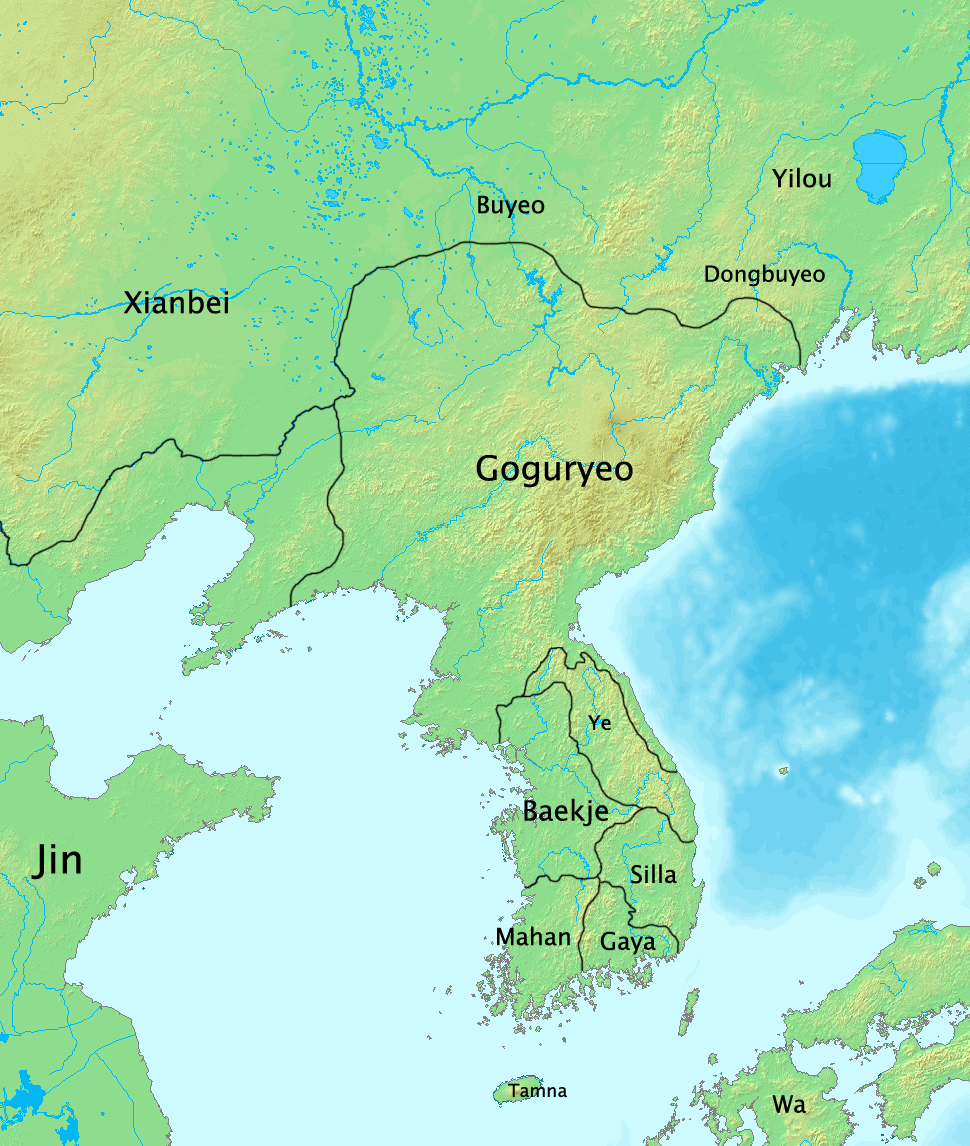
Korea 315-ben, miután Kogurjo (Goguryeo) visszaszerezte a körzetek területeit

## Uralkodók
| #         | Uralkodó     | Uralkodási évek | Hangul          | Handzsa | Megjegyzés       |
| --------- | ------------ | --------------- | --------------- | ------- | ---------------- |
| 1.        | Üman (Wiman) | i. e. 194 – ?   | 위만            | 衛滿    |                  |
| 2.        | ?            | i. e. ? – ?     |                 |         | Üman (Wiman) fia |
| 3.        | Ugo (Ugeo)   | i. e. ? – 108   | 우거왕 Ugo vang | 右渠王  |                  |
| Források: |              |                 |                 |         |                  |